# バレッタ (ヴァンパイア)
バレッタ（Bulleta、日本国外名はBaby Bonnie Hood〈B. B. Hood〉）は、カプコンの2D対戦型格闘ゲーム『ヴァンパイア』シリーズに登場する架空の人物。

## キャラクター設定
人間界に流れ込む多くの魔物を狩ることができるダークハンターの中でも特S級の凄腕と言われる実力を持つ少女。魔物と対峙しても正気を保てる精神力と魔界の瘴気に汚されることのない「闇の心」の持ち主である。ある日仕事に向かう途中、彼女の持つ「闇の心」がジェダによって価値ある魂と判別され、魔次元に召喚される。魔物たちを一網打尽にし、巨万の富を得るために彼女は戸惑うことなく魔次元の奥へ足を踏み入れていく。『セイヴァー』のエンディングではそのまま魔界に残り、連続殺人犯としてテレビで報道され、魔物たちを震え上がらせている。
赤い頭巾に白いエプロンを身に纏い、手には小さな籠を携え、シリーズに登場する女性キャラクターの中では最も幼い体型をしている。常に愛犬のハリーを連れ、彼女の周りには常に蝶が飛びかい、まだあどけなさの残る10代の金髪の少女といった風貌。表向きは少女を演じて明るい笑顔をふりまくが、その性格は残虐非道。作中に登場する他のダークハンター（ドノヴァン、レイレイ、朧ビシャモン）とは異なり、あくまで仕事としてダークハンター業をやっているに過ぎず、賞金のためだけに狩り続けている。懐に銃器を隠し持ち、見た目に騙されて寄ってきた相手を狩るという手段をとっている。勝利時の台詞も本性が若干隠れ見えるものの、ひたすら猫をかぶっている。ガロンだけは、その本性を見抜いているようである。
ホームステージは設定されてはいないが、空襲に焼かれる街をモチーフにしたステージ「WAR AGONY（戦争の苦痛）」のBGMがPlayStation版『ヴァンパイア セイヴァーEXエディション』のプラクティスモードのバレッタのメインBGMと『ヴァンパイア ダークストーカーズコレクション』の『ハンター2』アレンジ版の個別テーマになっている。また、『ダークストーカーズコレクション』の『ハンター2』アレンジの裏BGMには「IRON HORSE, IRON TERROR（鉄の馬、鉄の恐怖）」が割り当てられている。
『セイヴァー』のパッケージと『セイヴァー2』のオープニングデモでは、リリスと並んで目立つように配置されている。
『MARVEL VS. CAPCOM 2』（以下『MvC2』と表記）と『SNK VS. CAPCOM 頂上決戦 最強ファイターズ』にも登場する。『頂上決戦 最強ファイターズ』でのバレッタのテーマ曲は「WAR AGONY」のBGMが使用されている。また、彩京と共同開発した『ガンスパイク』にも隠しキャラクターとして登場し、キックボードに乗って『セイヴァー』で使っていた武器の他にバズーカなども使って戦う。『PROJECT X ZONE 2:BRAVE NEW WORLD』では敵キャラクターとして登場し、シャドルーに雇われ成歩堂龍一の命を狙う。

## ゲーム上の特徴
戦闘スタイルは、隠し持った銃器やミサイルや地雷などの近代兵器を駆使して戦う。当たり判定の小ささも併せて空中からのチェーンコンボが強力で、ジャンプ攻撃が主体。その反面、地上での対空力に難があり、空中から攻められた場合は逃げに徹することが多い。通常技は特殊な性質のものが多く、対空技がまるで皆無なので、相手に攻めこまれたときの打開策に乏しい。

## 技の解説

### 通常技
ジャンプ状態の垂斜の区別はない。
| 操作     | 立ち（近距離）         | 立ち（遠距離）         | しゃがみ           | 垂直ジャンプ         | 斜めジャンプ               |            |
| -------- | ---------------------- | ---------------------- | ------------------ | -------------------- | -------------------------- | ---------- |
| 弱パンチ | ソフトタッチ           | メルヘンタッチ         | ファンシータッチ   | フライハウンド       | ワンタッチ                 | ワンタッチ |
| 中パンチ | アッパーバスケット     | ジョイフルバスケット   | ラブリーバスケット | サイドバスケット     | ツイストバスケット         |            |
| 強パンチ | フェイバリットシュート | フェイバリットシュート | ブレイブシュート   | エクセレントシュート | ファンタスティックシュート |            |
| 弱キック | ヒカプ＆キック         | スニーズ＆キック       | シット＆スリップ   | リープ＆ポーズ       | リープ＆ポーズ             |            |
| 中キック | ターン＆ファインド     | ターン＆ファインド     | シット＆ターン     | スニーズ＆ヒット     | リープ＆ラッシュ           |            |
| 強キック | ハロー＆マイン         | ハロー＆マイン         | シット＆リラックス | ロール＆マイン       | ロール＆マイン             |            |

### 特殊技
2段ジャンプ
ジャンプ中にもう一段ジャンプすることができる。アナカリスも、ジャンプ下降中にもう一度浮き上がることができるが、それとは違って上昇中でも2段目に移行できる。
テルミーホワイ
ほふく前進。寝そべった形で移動する。動作中は無防備になるが、食らい判定が極端に低くなるため、高い位置の飛び道具や上段攻撃を避けることが可能になる。
トリッキーバスケット
籠を振りながら、ステップする。後退時にも使用できる。
サプライズ＆ホップ
後方の足元に出る土竜に驚いて、かわいこぶった悲鳴を上げながら前方に向かって飛び膝蹴りを放つ。
マリス＆マイン
若干離れた位置に向かって、地雷を放つ。地雷は相手に当たると爆発して、当たらなかった場合も地面の上に置かれ、数秒間すぎると自動的に爆発する。この地雷は飛び道具と判別されるためにアナカリスの「言霊返し」で吸うことが可能。
スタンブル＆ブレード
ダッシュ中にレバー前方向中パンチで発動する。両手にナイフを握り、つまずいた様に倒れて相手に突き刺す。しゃがみガードは不可。

### 投げ技
ホールド＆カット
相手の後ろへ回りこみ、特徴的な台詞とともにナイフで首を掻き切る。
キャッチ＆カット
空中投げ。地上の時のモーションを、空中で一旦停止した状態で行う。

### 必殺技
スマイル＆ミサイル
爆発の擬音を言いながら、籠からミサイルを発射する。上段と下段が存在し、上段はしゃがまれると大半が当たらず、下段は地面スレスレを飛んでいく。戦術によって使い分ける。弱中強により飛距離と弾速が変わり、強の方が遠くへ速く飛ぶ。出したミサイルを、ダッシュで追いながら奇襲を仕掛けるなどの戦術を作れるが、ミサイルは画面端までは飛んでいかず、途中で消滅する。『MvC2』では若干形状が違う。『クロニクル』の「ヴァンパイアタイプ」と「ハンタータイプ」では、溜め技ではなくコマンド技に変更されている。
ES版は弾速と飛距離がさらに伸び、画面端まで届くようになる。
ハッピー＆ミサイル
ジャンプした後、斜め下方に向かってミサイルを放つ。弱中強により、発射する角度が変わり、弱のほうが真下に近い角度で飛ぶ。『クロニクル』の「ヴァンパイアタイプ」と「ハンタータイプ」では、『セイヴァー』以降のような地上からの溜め技ではなく、空中から発動するコマンド技に変更されている。
ES版は強で通常のものを出した時よりもさらに緩やかな角度で飛んでいき、画面端まで届く。
チアー＆ファイアー
かわいこぶった台詞を叫びながら、ワインの瓶から炎を発射する対空技。攻撃判定は、その見た目どおり上方向にしか存在しない。無敵時間は一切ないため、対空技としても使いづらい。『MvC2』では巨大な炎が出るため、強力な技になっていて、さらに横方向へ向けての物もある。
ES版は炎を広範囲に振りまく分、攻撃判定がより大きくなる他、複数ヒットする。
シャイネス＆ストライク
強い口調で相手を突き放す台詞を叫びながら、籠で殴りつける。ボタン押しっぱなしにすると籠が2段階で巨大化して、攻撃判定も大きくなる。ガードされても隙が少ないので使いやすいが、溜めることにより隙も大きくなる。逆に『MvC2』版は硬直が若干長いため、ガードされると反撃が確定になってしまう。
ES版は自動的に最大まで溜まった状態で籠を振り下ろす。
センチメンタルタイフーン
コマンド投げ。相手を掴んでぐるぐると回転して竜巻を起こす。コマンド完成と同時に技が成立する非常に高性能な投げ技で、技後は追い打ちも入る。『MvC2』には存在しない。
ES版は回転速度が上昇して、威力も少し増える。
ジェラシー＆フェイク
ガードキャンセル専用技。赤ずきん風の起き上がり小法師の人形を残して、相手の背後に瞬間移動する。消えてから現れるまでの間に、無敵時間が存在する。
ローオブザバレット
『ヴァンパイア』のシステムのダウン時専用技。相手の上に飛びかかり、空中からマシンガンを連射して6ヒットのダメージを与える。
ES版はさらに相手を踏みつけながらマシンガンを乱射して、最後にリンゴ型爆弾を落とし、計12ヒットする。僅かだが、回復不能ダメージも与える。

### EX必殺技（超必殺技）
クールハンティング
巨大な傭兵ジョン&アーサーを呼び出し、この2人とともに銃を乱射する。傭兵の銃の発射位置は高く、しゃがんだ相手にはまず当たらない（ビクトルのような背の高い相手なら当り易い）。バレッタが撃つ射程の短いマシンガン攻撃には相手を空中に巻き上げる効果があり、これを当てれば2人が撃つ弾道へ相手を乗せて連続ヒットする（2人の銃撃よりもバレッタの銃撃の方が威力は高い）代わりに、バレッタ本体の攻撃は有効範囲が非常に小さく、近すぎても遠すぎても当たらないので、技を発動する際の相手との間合いの調整が難しい。また攻撃判定が出るのも遅く、連続技に組み込むのは困難。
『MvC2』ではバレッタの銃撃の射程が無制限となり、上下合わせてのヒット数も非常に多くなった。『頂上決戦 最強ファイターズ』のレベル2(MAX)版では傭兵の代わりに、フォボスが「プラズマビーム」を撃つ。
『PROJECT X ZONE 2：BRAVE NEW WORLD』では単体の必殺技として使用。傭兵の代わりに『サイドアーム』の自機を呼んで攻撃する。
ビューティフルメモリー
バレッタが祖母と呼ぶマーガレットの姿が投影された後「おばあちゃん」と叫びながら相手に突進してナイフで何度も切りつけた後、涙を流しながら相手の頭部を岩で何度も叩きつけ、最後に涙の水溜りに相手を叩き込む。突進が外れると指をパチンと弾き、舌打ちをしながら凶悪な表情を浮かべる。発生はやや遅いが、横に食らい判定が広いザベルとレイレイのみ、立ち中パンチから連続技になる。
『セイヴァー2』では押すボタンの組み合わせで発動までの時間をずらすことができる。『ダクコレ』ではボタンの組み合わせと発生までの速度の対応がアーケード版から変化している。
『クロニクル』の「ヴァンパイアタイプ」ではこのEX必殺技のみが使用できるが、逆に「ハンタータイプ」ではこの技を使うことができない。
『MvC2』版は暗転が加わり攻撃判定が出るのが早くなり、連続技に組み込めるようになった。モーションは変わらない。
打撃投げ判定のため、ナイフや岩などの攻撃のコンボ数が表示されない。『MvC2』では表示されるようになる。
『頂上決戦 最強ファイターズ』のレベル2(MAX)版では、マーガレットの代わりにガロンの姿が投影され、技の最後に「ESローオブザバレット」を決めるというものになる。
アップルフォーユー
相手にリンゴ型爆弾を差し出して受け取らせて爆発に巻き込むコマンド投げ。リンゴを手渡された相手がリンゴに気を取られている隙にバレッタ本体は宙返りして地面に伏せ、相手が爆弾だと気づいた瞬間に爆発する。外すと「ビューティフルメモリー」同様、指をパチンと鳴らして凶悪な表情をする。つかめるまでは遅いが、その威力はバレッタの技の中で最も高い。
『セイヴァー2』のダークフォース中は、相手の足元に9つのリンゴ爆弾が置かれ、誘爆を引き起こす。『ガンスパイク』では特殊技のヘビーアタックとして使用する。
『PROJECT X ZONE 2：BRAVE NEW WORLD』では複数技として採用されている。
ハイパーアップルフォーユー
『MvsC2』の技。コマンドを入力すると石につまづき転び、その最中に相手に当たった際に相手の上に馬乗りになりマシンガンを連射した後、大量の巨大なリンゴ型爆弾を撒き散らす。「スタンブル＆ブレード」と「ESローオブザバレット」を組み合わせたような技。
外れた場合はそのまま転ぶが、その際も籠から大量の爆弾があふれ出てくる。転ぶとき石に矢印マークが表示される。
ドール＆ボム
『セイヴァー2』で追加されたEX必殺技。相手を自動追尾し、爆発する赤ずきん風の小法師人形を出す。
ザ・キリングタイム
『セイヴァー』でのダークフォースで、『セイヴァー2』には存在しない。パンチボタンでミサイルを乱射するようになり、空中でパンチボタンを押すとそのまま「ハッピー＆ミサイル」を発射する。地上投げは使用できないが、空中投げならば決めることはできる。

### その他の技
バズーカパラダイス
『ガンスパイク』でのスペシャルアタック。掛け声と共にバズーカを10連射する。

## 特殊なダメージモーション
ミッドナイトブリス（デミトリ）
バレッタをグラマラスにした姿。ミニスカートのウェイトレスのような服装になっている。
王家の裁き（アナカリス）
「ドール＆ボム」などの時に出る、赤ずきん風の小法師人形。
とが首さらし（ビシャモン）
籠。中からバレッタの顔とワインのビンがのぞいており、籠の横から手が出ている。
サングェ＝パッサーレ（ジェダ）
頬が膨れる。

## 登場ゲーム作品
- ヴァンパイアシリーズ
  - ヴァンパイア セイヴァー
  - ヴァンパイア ハンター2（家庭用のみ）
  - ヴァンパイア セイヴァー2
  - ヴァンパイア クロニクル ザ カオスタワー
  - ヴァンパイア ダークストーカーズコレクション
- その他
  - MARVEL VS. CAPCOM 2 NEW AGE OF HEROES
  - ガンスパイク
  - 鬼武者Soul
  - オトレンジャー
- 他社
  - 頂上決戦 最強ファイターズ SNK VS. CAPCOM
  - SNK VS. CAPCOM 激突カードファイターズシリーズ
  - PROJECT X ZONE 2:BRAVE NEW WORLD[2] - 敵として参戦。
  - クイーンズブレイド リミットブレイク - 本人は登場しないが、バレッタの衣装を着たイルマが登場[3]。

## 声優
バレッタ
- 松下美由紀（ヴァンパイアシリーズ、『鬼武者Soul』、『PROJECT X ZONE 2:BRAVE NEW WORLD』）

ジョン＆アーサー
- 徳丸完（『ヴァンパイア セイヴァー』）

Mr.K
- 徳丸完（『ヴァンパイア セイヴァー』）

## その他
- ずっとしゃがんでいると地面から花が生えてきて、それに対して台詞を言う。周りを飛んでいる蝶もその花にとまる。
- 勝利ポーズ時にバレッタに札束を渡すスーツ姿の中年男は、Mr.Kと呼ばれる人物。ダークハンターの仕事の仲介人で、その経歴は一切不明。
- 愛犬のハリーは、オスで2歳。赤いリボンが首に巻かれており、バレッタの行動にあわせて様々な反応をする。
- 『セイヴァー』ではバレッタの最終ボスがザベルに設定されている。ザベルのお目付け役のル・マルタは、バレッタに惚れており、戦闘前のデモでその様子を見せる。
- 対人で5連勝後の乱入ごとに、乱入された時のボイスが違うものに変わる。
- CPUのガロンに勝利したときは、専用の台詞になる。
- 日本国外でのキャラクター名は「Baby Bonnie Hood」。赤ちゃんの可愛いフードという意味。
- 『セイヴァー』と家庭用『ハンター2』ではバレッタの乱入キャラクターとしてガロンが登場し、『セイヴァー2』ではドノヴァンが登場する。